# Gordon Dobson
Gordon Miller Bourne Dobson (* 25. Februar 1889; † 11. März 1976 in Oxford) war ein britischer Physiker und Meteorologe.

## Leben
Dobson war einer der Pioniere der Stratosphären- und Ozon-Forschung. Zu diesem Zweck entwickelte er im Jahr 1924 das Dobson-Spektrophotometer. Er erkannte als Erster die jahreszeitlichen Schwankungen der Dicke der Ozonschicht bei seinen Messungen auf der antarktischen Station Halley Bay in den Jahren 1956–1959. Dies waren die Schwankungen, deren deutliche Verstärkung im Verlauf der 1970er- und 1980er-Jahre durch Robert Watson im Jahr 1985 entdeckt und als Ozonloch bekannt wurden.
Nach Dobson ist auch die Dobson-Einheit benannt, eine Maßeinheit für die Stärke der Ozonschicht. Die Brewer-Dobson-Zirkulation ist das nach ihm und Alan Brewer benannte Modell atmosphärischer Ströme, die unter anderem die unterschiedliche globale Verteilung von Ozon erklärt. (siehe auch: Butchart, N. (2014), The Brewer-Dobson circulation, Rev. Geophys., 52, 157–184, doi:10.1002/2013RG000448).
1927 wurde er als Mitglied („Fellow“) in die Royal Society gewählt, die ihn 1942 mit der Rumford-Medaille auszeichnete. 1949 erhielt er den Chree Medal and Prize.

## Schriften (Auswahl)
- G. M. B. Dobson (1973): The laminated structure of the ozone in the atmosphere. Quarterly Journal of the Royal Meteorological Society 99 (422): 599–607.
- Dobson, G. M. B. (1956): Origin and distribution of polyatomic molecules in the atmosphere, Proc. R. Soc., A236, 187–193.
- Dobson, G. M. B., D. N. Harrison, and J. Lawrence (1929): Measurements of the amount of ozone in the Earth’s atmosphere and its relation to other geophysical conditions, Proc. R. Soc., A122, 456–486.